# Arbeitskreis Bremer Archive
Im Arbeitskreis Bremer Archive in der  Freien Hansestadt Bremen haben sich rund 40 Einrichtungen von über 50 Archiven im Land Bremen vereinigt. Der Arbeitskreis entstand 2001 aus Anlass des ersten Tags der Archive auf Initiative des damaligen Archivpädagogen im Staatsarchiv Bremen Günter Rohdenburg.

## Archive im Land Bremen

### Archive im Arbeitskreis
- Alfred-Wegener-Institut (AWI) / Archiv für deutsche Polarforschung (AdP) Bremerhaven, wissenschaftliches  Archiv mit 145-jähriger Tradition in Bremerhaven-Mitte, Am Alten Hafen 26.[2]
- Der Arbeitskreis Arster Geschichte(n) von 1985 mit den Schwerpunkten Arbeit und Leben der kleinen Leute, der Häuslinge und der Arster Straßenmacher in Arsten, In der Tränke 12.[3]
- Das Archiv Böttcherstraße Bremen von 1994 mit wissenschaftlicher  Betreuung in der Böttcherstraße 4.[4]
- Das Archiv des Lesumer Heimatvereins von 1955 im Heimathaus des Lesumer Heimatvereins im Ortskern von Lesum mit ehrenamtlicher Betreuung. Es besteht aus Schriftarchiv, Bildarchiv, heimatkundlicher Bibliothek und einer Sammlung historischer Kartenwerke.[5] Auskunft und Einsichtnahme ist während der regelmäßigen Öffnungszeiten möglich.
- Das Archiv der sozialen Bewegungen mit Dokumente zu allen Spektren der neuen sozialen Bewegungen nach 1950 in Bremen-Ostertor, St.-Pauli-Straße 10/11.[6]
- Das Archiv für Lebenslaufforschung (ALLF) entstand aus dem Sonderforschungsbereich Statuspassagen und Risikolagen im Lebensverlauf – Institutionelle Steuerung und individuelle Handlungsstrategien von 1988 bis 2001.
- Die belladonna – Kultur, Bildung und Wirtschaft für Frauen ist ein Verein von 1986, der die politische, gesellschaftliche und kulturelle Bildung fördert in Bremen-Mitte, Sonnenstraße 8. Ihr Frauenpressearchiv mit 360.000 Artikeln soll das größte Archiv dieser Art in Nordeuropa sein.[7]
- Das Bremer Zentrum für Baukultur (b.zb) beschäftigt sich mit der  Architektur und dem Städtebau in Bremen residiert in Bremen im  Speicher XI in der Bremer Überseestadt. Außerdem befindet sich die Bibliothek des Senators für Umwelt, Bau und Verkehr in den Räumen des b.zb.[8]
- Das Landeskirchliche Archiv der  Bremischen Evangelischen Kirche  (BEK) mit Bestände aus der Verwaltung der BEK und der Kirchgemeinden sowie von Nachlässen in Bremen-Neustadt, Haus der Kirche, Franziuseck 2–4.[9]
- Das Heimatarchiv Bürgerverein Borgfeld (Borgfeld-Archiv) ist seit 2000 im alten Spritzenhaus hinter dem Ortsamt in Bremen-Borgfeld, Littweg.
- Die Chronik Horn-Lehe von 2005 arbeitet mit dem Bürgerverein Horn-Lehe zusammen und ist in Bremen-Horn-Lehe, Berckstraße 10. 2012 erschien das Lexikon Horn-Lehe.[10]
- Das Deutsche Tanzfilminstitut Bremen ist ein nationales Archiv zur Tanzdokumentation in Bremen-Mitte, Am Wall 201.[11]
- Das Archiv für Stadtteilgeschichte der DOKU Blumenthal aus den 1980er Jahren archiviert die Stadtteilgeschichte von Bremen-Blumenthal und befindet sich im ehemaligen Schulgebäude am Schillerplatz.
- Das Focke-Museum – Bremer Landesmuseum von 1900 in Bremen, Schwachhauser Heerstraße 240, ist ein städtisches Museum.
- Das Archiv der Forschungsstelle Osteuropa an der Universität Bremen (FSO) ist in Deutschland ein bedeutendes Forschungsinstitut in Bremen, Klagenfurter Straße 3.
- Das Geschichtskontor im Kulturhaus Walle Brodelpott archiviert seit 40 Jahren die Stadtteilgeschicht von Bremen-Walle und befindet sich in der Schleswiger Straße 4.[12]
- Die Geschichtswerkstatt Gröpelingen organisiert ehrenamtlich das Geschichtsarchiv des Stadtteils Bremen-Gröpelingen, (Beim Ohlenhof 10).[13]
- Die Geschichtswerkstatt Mahndorf – Bürgerhaus Mahndorf von 1982 erforscht und erfasst u. a. die Aufarbeitung des Lagerlebens für Zwangsarbeiter und die Ausgrabungsergebnisse im Ortsteil; Bürgerhaus Mahndorf, Mahndorfer Bahnhof 10.[14]
- Das Hafenmuseum Speicher XI im historischen Baumwollspeicher der Überseestadt archiviert Objekte und Dokumente mit Bezug zu den Bremer Stückgut-Häfen.[15]
- Der Heimatverein Farge-Rekum von 1948 sammelt in den Räumen des Kahnschifferhauses, Unterm Berg 31, Materialien zu den Ortsteilen Farge und Rekum.[16]
- Das Hemelingen-Archiv Projekt “digital” der Kultur- und Freizeitarbeitsgemeinschaft Hemelingen von 1980 befindet sich im  Ortsamt Hemelingen, Godehardstraße 19.
- Das Huchting-Archiv von 1997 ist eine ehrenamtliche Geschichtsgruppe im Stadtteil Bremen-Huchting.
- Das Archiv des Vereins Informationszentrum Baltische Staaten (Infobalt) von 1990 sammelt Materialien zu Estland, Lettland und Litauen und arbeitet u. a. zusammen mit dem Fachreferat Baltikum der Universitätsbibliothek Greifswald.[17]
- Das Informations- und Dokumentationszentrum für Freizeitwissenschaft – IDF sammelt Wissen aus verschiedenen Freizeitsektoren; Sitz: Bremen, Geschwornenweg 20.[18]
- Das Projekt Internationale Friedensschule Bremen – Stadtteil-Archiv Bremen-Nord im Heinemann Bürgerhaus Vegesack in Bremen-Vegesack sammelt Unterlagen zum Stadtbezirk Bremen-Nord.[19]
- Das Klaus-Kuhnke-Archiv für Populäre Musik (KKA)  von 1975 mit über 100.000 Tonträger sammelt für die musikpädagogisch und musikwissenschaftlich interessierte Öffentlichkeit mit Sitz in der Hochschule für Künste Bremen, Dechanatstraße 13–15. Das KKA ist ein An-Institut der Hochschule für Künste.[20]
- Das Kulturhaus Pusdorf – Zentrum für Stadtteilkultur und -geschichte von 1982 erforscht den Stadtteil Bremen-Woltmershausen mit Sitz im Kulturhaus, Woltmershauser Straße 444.[21]
- Das Landesinstitut für Schule Bremen / Zentrum für Medien, Landesfilmarchiv (LIS) (bis 2007 Landesbildstelle) archiviert  Bildmaterial in Form von Filmen aller Formate mit Sitz in Bremen-Findorff, Große Weidestraße 4–16.[22]
- Das Landesinstitut für Schule Bremen / Zentrum für Medien, Fotoarchiv im LIS (bis 2007 Landesbildstelle Bremen) dokumentiert  Fotografien mit Sitz in Bremen-Findorff, Große Weidestraße 4–16.[23]
- Das Medienarchiv Günter-Grass-Stiftung Bremen von 2001 steht in der Jacobs University Bremen, Campusring 1/RLH.
- Die Oberneuland-Sammlung vom Bürgerverein Oberneuland-Rockwinkel zur Geschichte und Entwicklung von Bremen-Oberneuland ist im Ortsamt Oberneuland,  Mühlenfeldstraße 16.[24]
- Die Radio Bremen – Dokumentation und Archive der öffentlich-rechtlichen Landesrundfunkanstalt sind in Bremen-Mitte, Diepenau 10.
- Das Raumfahrthistorisches Archiv Bremen e.V. von 2000 gibt  Zeugnis zur Firmengeschichte von Astrium Bremen und über 50 Jahre Raumfahrt in Bremen; Bremen-Neustadt beim Flughafen Bremen, Airbus-Allee 1.[25]
- Das Schnoor-Archiv Bremen von 1959 sammelt Unterlagen zum Stadtquartier Schnoor und steht im Bremer Geschichtenhaus im St.-Jakobus-Packhaus.
- Das Schwachhausen – Archiv von 2008 betreut ehrenamtlich in Privaträumen Dokumente zum Stadtteil Bremen-Schwachhausen.
- Das Staatsarchiv Bremen von 1221 ist die älteste Einrichtung in Bremen und verwahrt Bremens historische Überlieferung (Am Staatsarchiv 1 in Bremen-Mitte). Das Bildarchiv im Staatsarchiv Bremen sammelt fotografische Überlieferungen der Stadt und des Landes Bremen.
- Das Zentrum für Künstlerpublikationen mit über 50 verschiedenen Archiven, Nachlässen, Fonds und Sammlungen ist in Bremen-Neustadt auf dem Teerhof im Weserburg Museum für moderne Kunst, Teerhof 20.[26]
- Das Universitätsarchiv Bremen (BUA) verwaltet die  Unterlagen der zentralen und dezentralen Einrichtungen der Universität Bremen und ist im Gebäude GW1, Trakt A, Universitätsallee 1.
- Das VHS-Archiv von 2008 archiviert Materialien der Bremer Volkshochschule in Bremen-Mitte, Faulenstraße 69,.[27]
- Das Wuseum – Werder Bremen Museum bewahrt die Grün-weiße Vereinsgeschichte von Werder Bremen beim Weserstadion, Franz-Böhmert-Str. 1c auf.[28]

### Weitere Archive (Auswahl)
- Archido von 1987, Informations- und Forschungszentrum für Tabak, Alkohol, Drogen, Medikamente und Sucht an der Universität Bremen.
- Archiv der Bremischen Bürgerschaft in Bremen-Mitte.
- Archiv – Deutsches Schifffahrtsmuseum in Bremerhaven-Mitte
- Deutsches Auswandererhaus in Bremerhaven-Mitte, Online-Datenbanken
- Dom-Archiv von 1810, ehrenamtlich geführt beim Bremer Dom.
- Archiv der Handelskammer Bremen im Schütting am Bremer Marktplatz.
- HiB Archiv der Handwerkskammer Bremen im Gewerbehaus in Bremen-Mitte.
- Archiv von Die MAUS – Gesellschaft für Familienforschung e.V. in Bremen-Mitte im Staatsarchiv.
- News-Archiv im Klimahaus Bremerhaven in Bremerhaven-Mitte, Am Längengrad 8.
- Archiv – Nordsee-Zeitung in Bremerhaven-Lehe, Hafenstraße 140.
- Stadtarchiv Bremerhaven in Bremerhaven-Lehe, Stadthaus 5, Hinrich-Schmalfeldt-Straße 30.
- Strafvollzugsarchiv an der Universität Bremen.
- Archiv Weser-Kurier der Bremer Tageszeitungen AG in Bremen-Mitte, Martinistr. 43.
  - Digitales Zeitungsarchiv des Weser-Kuriers mit mehr als 3.000.000 Zeitungsseiten (Stand 2015).[29]
- Tresekammer (Bremen) (Trese, Rats-Trese) in der Liebfrauenkirche (Bremen)